# アメリカン・ガールズⅡ女のエアポート
「アメリカン・ガールズII女のエアポート」（原題：Flying　High）は、キャサリン・ウィット、コニー・セレッカ、パット・クルス、ハワード・プラットが主演する、ドーン・アルドリゲとマーティン・コーハンが制作したアメリカのコメディドラマ・ テレビシリーズである。このシリーズは、1978年8月28日から1979年1月23日まで、CBSで放映された。
日本では1979年12月17日から1980年3月24日まで東京12チャンネル（現：テレビ東京）で放映された。放送時間は月曜22:00 - 22:54（JST）。
| 東京12チャンネル 月曜22時枠 | 東京12チャンネル 月曜22時枠        | 東京12チャンネル 月曜22時枠 |
| 前番組                      | 番組名                             | 次番組                      |
| --------------------------- | ---------------------------------- | --------------------------- |
| アメリカン・ガールズ        | アメリカン・ガールⅡ 女のエアポート | 熱血弁護士カズ              |